# Wilsonema auriculatum
Wilsonema auriculatum is een rondwormensoort uit de familie van de Plectidae. De wetenschappelijke naam van de soort is voor het eerst geldig gepubliceerd in 1873 door Bütschli.